# Pseudonchus rotundicephalus
Pseudonchus rotundicephalus är en rundmaskart som beskrevs av Nathan Augustus Cobb 1920. Pseudonchus rotundicephalus ingår i släktet Pseudonchus och familjen Choniolaimidae. Inga underarter finns listade i Catalogue of Life.